# Haliotis australis
Haliotis australis (em inglês austral abalone; conhecido em maori por pāua e denominado yellowfoot pāua, devido à cor laranja do pé do animal, silver pāua ou queen pāua) é uma espécie de molusco gastrópode marinho pertencente à família Haliotidae. Foi classificada por Gmelin, em 1791. É nativa do sudoeste do oceano Pacífico, na costa da Nova Zelândia; sendo uma das três espécies de Haliotis deste país - junto com Haliotis iris (blackfoot pāua ou pāua) e H. virginea (whitefoot pāua ou virgin pāua) - e o segundo maior abalone neozelandês, em dimensões.

## Descrição da concha
Haliotis australis apresenta concha oval e funda, com lábio externo ondulado e encurvado. Ela possui em sua superfície um relevo de dobras radiais bastante uniformes, cruzadas por sulcos espirais baixos e linhas de crescimento, que lhe confere um aspecto fortemente reticulado. Chegam de 8 até pouco mais de 10 centímetros e são de coloração geralmente uniforme em branco, creme ou verde-oliva pálido, vermelho alaranjado ou marrom. Os furos abertos na concha, de 6 a 7, são circulares, grandes e pouco elevados. Região interna madreperolada, iridescente, apresentando o relevo reticulado de sua face externa visível.

## Distribuição geográfica
Haliotis australis ocorre em águas rasas da zona nerítica, entre as rochas, no sudoeste do oceano Pacífico; uma espécie endêmica da costa da Nova Zelândia, sendo encontrada nas ilhas Norte e Sul, ilha Stewart, ilhas Chatham, Snares e Auckland.